# Антон Каблешков
 Тази статия е за юриста Антон Каблешков.  За офицера вижте Антон Каблешков (офицер).  
Антон Стоянов Ка̀блешков е български юрист и действителен член на Българска академия на науките от 1898 г., братовчед  на Тодор Каблешков и брат на генерал-майор Никола Каблешков.

## Биография
Роден е на 6 октомври 1856 г. в Пловдив. От 1873 до 1875 г. учи в духовната семинария в Москва. Завършва с отличие Южнославянския пансион на Тодор Минков в Николаев. Следва правни науки в Императорския Новорусийски университет в Одеса, а през 1883 г. завършва образованието си в Санкт Петербург. След това се завръща в Пловдив и от 1883 до 1885 г. е прокурор. При подготовката на Съединението е член на Българския таен централен революционен комитет. През 1886 г. е избран за председател на Пловдивския окръжен съд, след това е става помощник-прокурор във Върховния касационен съд, а през 1895 – 1913 е подпредседател на ВКС. През 1888 г. заедно с Петър Данчев и Георги Згурев издава първото българско юридическо списание. В периода 1894 – 1908 г. е доцент по търговски право в Юридическия факултет на Висшето училище в София. От 1898 г. е деловодител на Клона за държавни науки на Българското книжовно дружество, а след това секретар (1898 – 1905) и председател (1906 – 1907) на Философско-обществения му клон. В навечерието на Първата световна война пише позив против участието на България в нея. Той е един от дарителите на БАН.

## Дарителска дейност
Дарява на Българска академия на науките 20 000 лв., които да се получат след продажбата на къщата му на ул. „Московска“ № 35 в София. С тях се образува фонд, с чийто лихвите се дава премия за научни трудове по право. За изпълнители на завещанието му от 28 май 1917 г. определя сестра си Райна Г. Бонева и брат си ген. Никола Каблешков. Поради недостатъчни средства във фонда, той е оставен да се капитализира и награди не са давани. Към 1 януари 1951 г. капиталът на фонда възлиза на 70 681 лв. След това няма следи от него.
Умира на 29 ноември 1917 г. в София.

## Трудове
Автор е на статии и изследвания по гражданско, наказателно и търговско право. Основният му труд е „Съдебната власт в България“ от 1910 г.